# Bragny-sur-Saône
Bragny-sur-Saône település Franciaországban, Saône-et-Loire megyében. Lakosainak száma 677 fő (2022. január 1.). Bragny-sur-Saône Palleau, Allerey-sur-Saône, Les Bordes, Charnay-lès-Chalon, Écuelles, Saint-Martin-en-Gâtinois, Saunières és Verdun-Ciel községekkel határos.

## Népesség
A település népességének változása:
| Lakosok száma | 581  | 600  | 638  | 652  | 659  | 685  | 696  | 686  | 677  |
|               | 2013 | 2015 | 2016 | 2017 | 2018 | 2019 | 2020 | 2021 | 2022 |